# Lamarque-Rustaing
Lamarque-Rustaing est une commune française située dans le nord du département des Hautes-Pyrénées, en région Occitanie. Sur le plan historique et culturel, la commune est dans l’ancien comté de Bigorre, comté historique des Pyrénées françaises et de Gascogne.
Exposée à un climat océanique altéré, elle est drainée par le Bouès et par un autre cours d'eau. La commune possède un patrimoine naturel remarquable composé de deux zones naturelles d'intérêt écologique, faunistique et floristique.
Lamarque-Rustaing est une commune rurale qui compte 54 habitants en 2022, après avoir connu un pic de population de 218 habitants en 1821..
Ses habitants sont appelés les Lamarquéens.

## Géographie

### Localisation
La commune de Lamarque-Rustaing se trouve dans le département des Hautes-Pyrénées, en région Occitanie.
Elle se situe à 19 km à vol d'oiseau de Tarbes, préfecture du département, et à 8 km de Trie-sur-Baïse, bureau centralisateur du canton des Coteaux dont dépend la commune depuis 2015 pour les élections départementales.
La commune fait en outre partie du bassin de vie de Trie-sur-Baïse.
Les communes les plus proches sont : 
Villembits (1,5 km), Sère-Rustaing (1,9 km), Luby-Betmont (1,9 km), Mun (2,1 km), Bugard (2,8 km), Vidou (3,2 km), Lustar (3,4 km), Osmets (3,8 km).
Sur le plan historique et culturel, Lamarque-Rustaing fait partie de l’ancien comté de Bigorre, comté historique des Pyrénées françaises et de Gascogne créé au IXe siècle puis rattaché au domaine royal en 1302, inclus ensuite au comté de Foix en 1425 puis une nouvelle fois rattaché au royaume de France en 1607. La commune est dans le pays de Tarbes et de la Haute Bigorre.

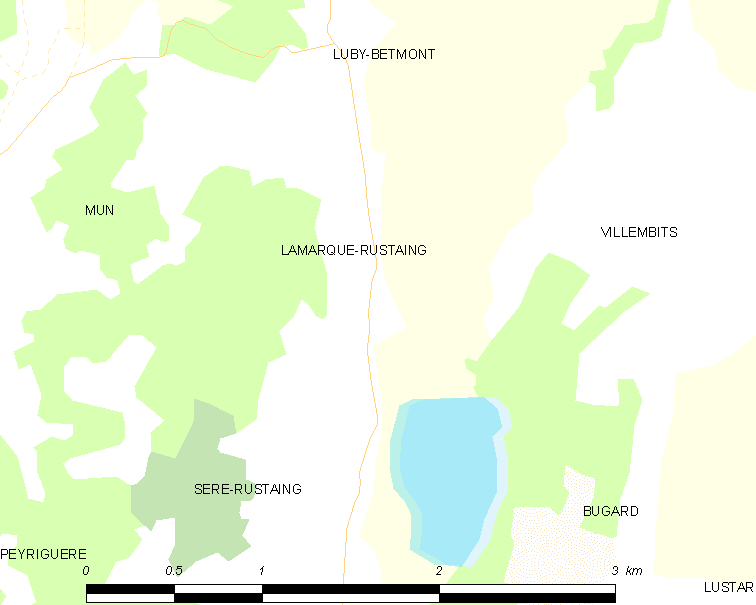
Carte de la commune de Lamarque-Rustaing et des proches communes.

|     | Luby-Betmont      |            |
| Mun | Lamarque-Rustaing | Villembits |
|     | Sère-Rustaing     | Bugard     |

### Hydrographie

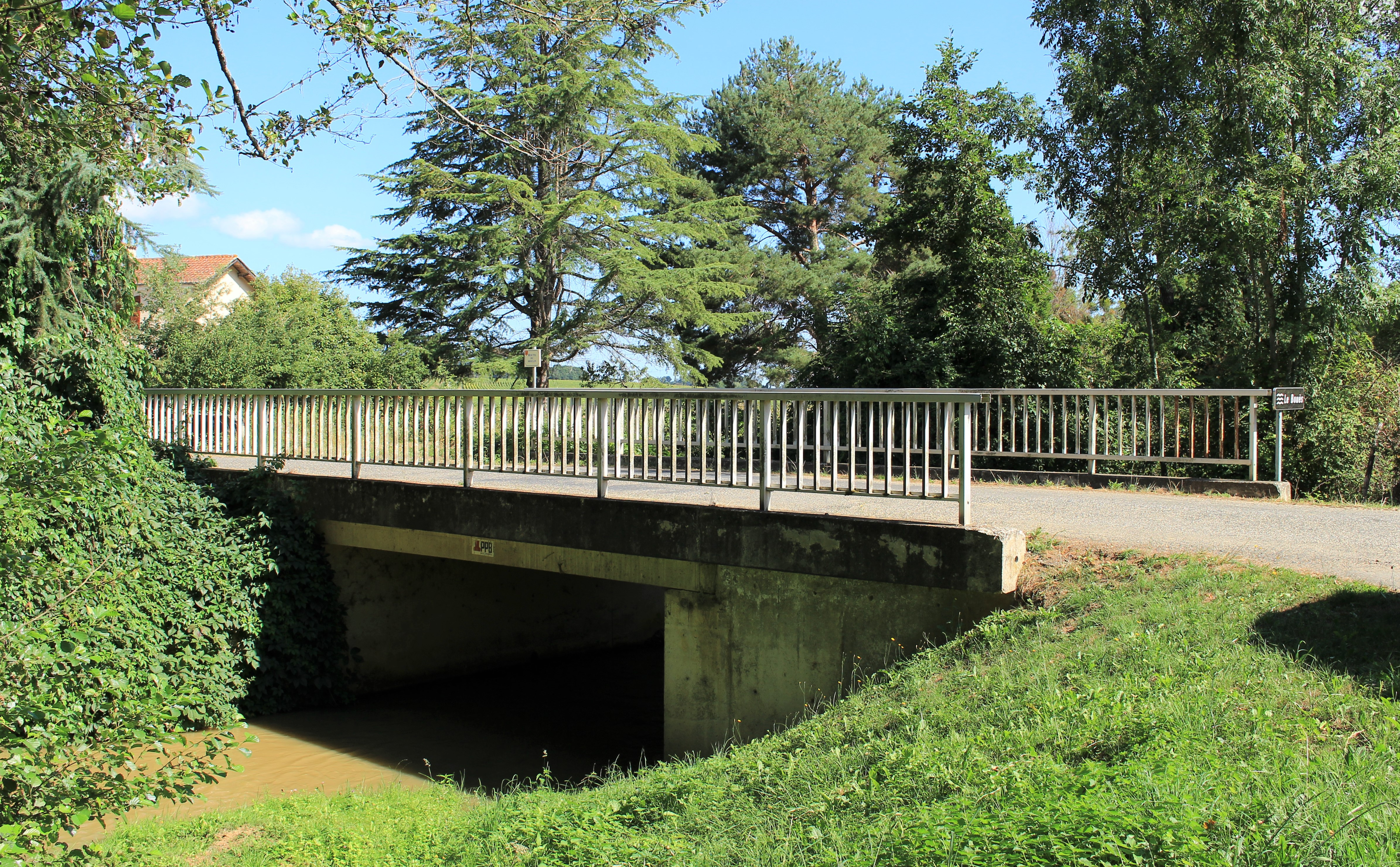
Le pont au-dessus du Bouès.

La commune est dans le bassin de l'Adour, au sein du bassin hydrographique Adour-Garonne. Elle est drainée par le Bouès, l'Achelotte, constituant un réseau hydrographique de 3 km de longueur totale,.
Le Bouès, d'une longueur totale de 62,5 km, prend sa source dans la commune de Burg et s'écoule vers le nord. Il traverse la commune et se jette dans l'Arros à Beaumarchés, après avoir traversé 32 communes.

### Climat
Le climat est tempéré de type océanique, en raison de l'influence proche de l'océan Atlantique situé à peu près 150 km plus à l'ouest. La proximité des Pyrénées fait que la commune profite d'un effet de foehn, il peut aussi y neiger en hiver, même si cela reste inhabituel.
| Mois                              | jan.  | fév.  | mars  | avril | mai   | juin  | jui.  | août  | sep.  | oct.  | nov.  | déc.  | année   |
| --------------------------------- | ----- | ----- | ----- | ----- | ----- | ----- | ----- | ----- | ----- | ----- | ----- | ----- | ------- |
| Température minimale moyenne (°C) | 0,6   | 1,3   | 2,7   | 5,2   | 8,3   | 11,6  | 14,1  | 13,9  | 11,7  | 8     | 3,6   | 1,3   | 6,9     |
| Température moyenne (°C)          | 5,3   | 6,1   | 7,8   | 10    | 13,3  | 16,7  | 19,3  | 19    | 17,2  | 13,3  | 8,5   | 5,8   | 11,9    |
| Température maximale moyenne (°C) | 9,9   | 11    | 12,9  | 14,8  | 18,3  | 21,7  | 24,5  | 24    | 22,6  | 18,6  | 13,4  | 10,4  | 16,8    |
| Ensoleillement (h)                | 108,8 | 118,8 | 155,6 | 157,2 | 181,3 | 191,5 | 215,5 | 196,4 | 194,5 | 164,4 | 124,4 | 104,4 | 1 912,8 |
| Précipitations (mm)               | 112,8 | 97,5  | 100,2 | 105,7 | 113,6 | 80,7  | 57,3  | 70,3  | 71    | 85,2  | 93    | 112,1 | 1 099,4 |

### Milieux naturels et biodiversité

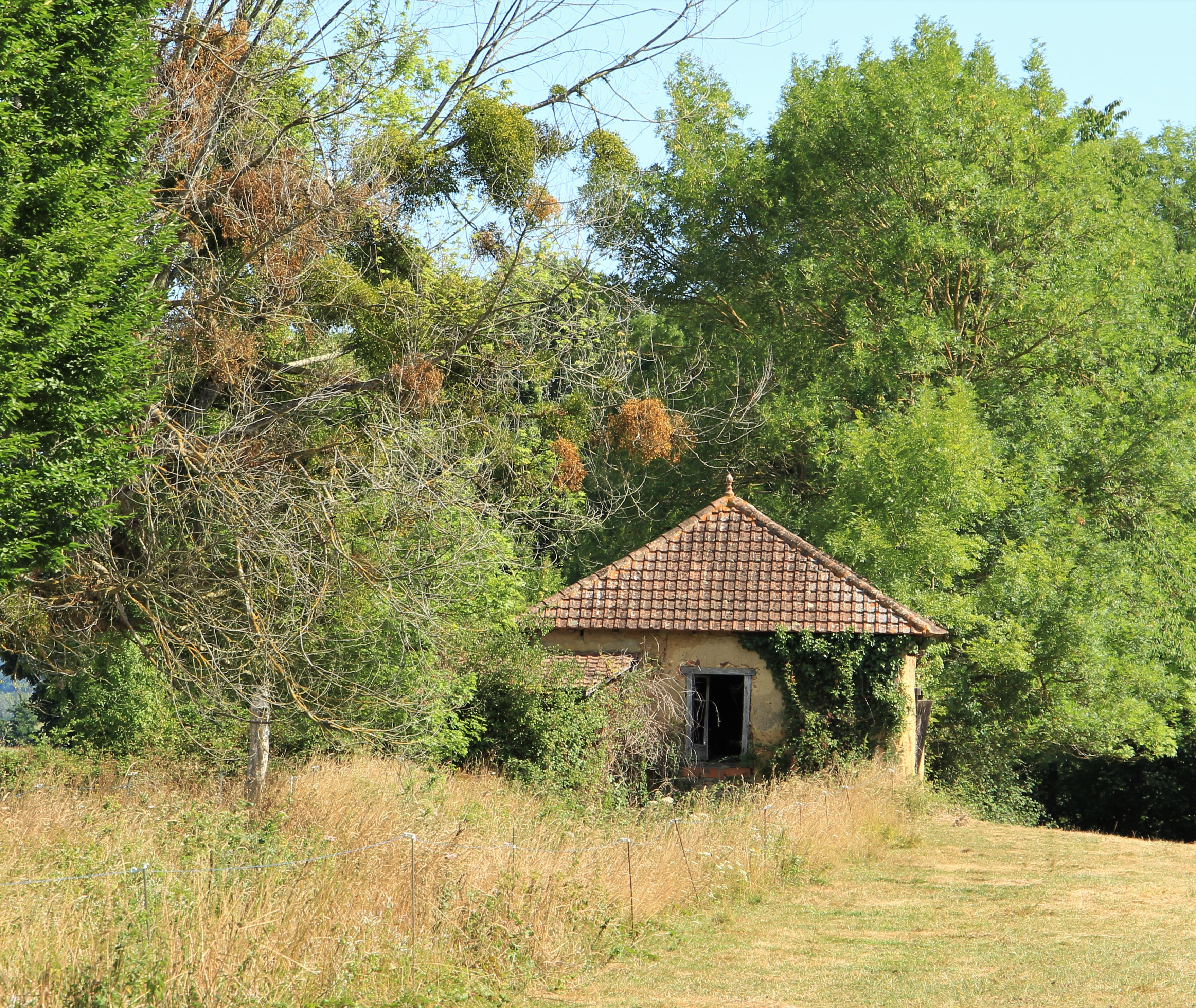
Le moulin à eau en 2022.

L’inventaire des zones naturelles d'intérêt écologique, faunistique et floristique (ZNIEFF) a pour objectif de réaliser une couverture des zones les plus intéressantes sur le plan écologique, essentiellement dans la perspective d’améliorer la connaissance du patrimoine naturel national et de fournir aux différents décideurs un outil d’aide à la prise en compte de l’environnement dans l’aménagement du territoire.
Une ZNIEFF de type 1 est recensée sur la commune :
le « cours amont du Bouès » (162 ha), couvrant 9 communes du département et une ZNIEFF de type 2, : 
les « coteaux de Capvern à Betplan » (10 246 ha), couvrant 46 communes dont huit dans le Gers et 38 dans les Hautes-Pyrénées.

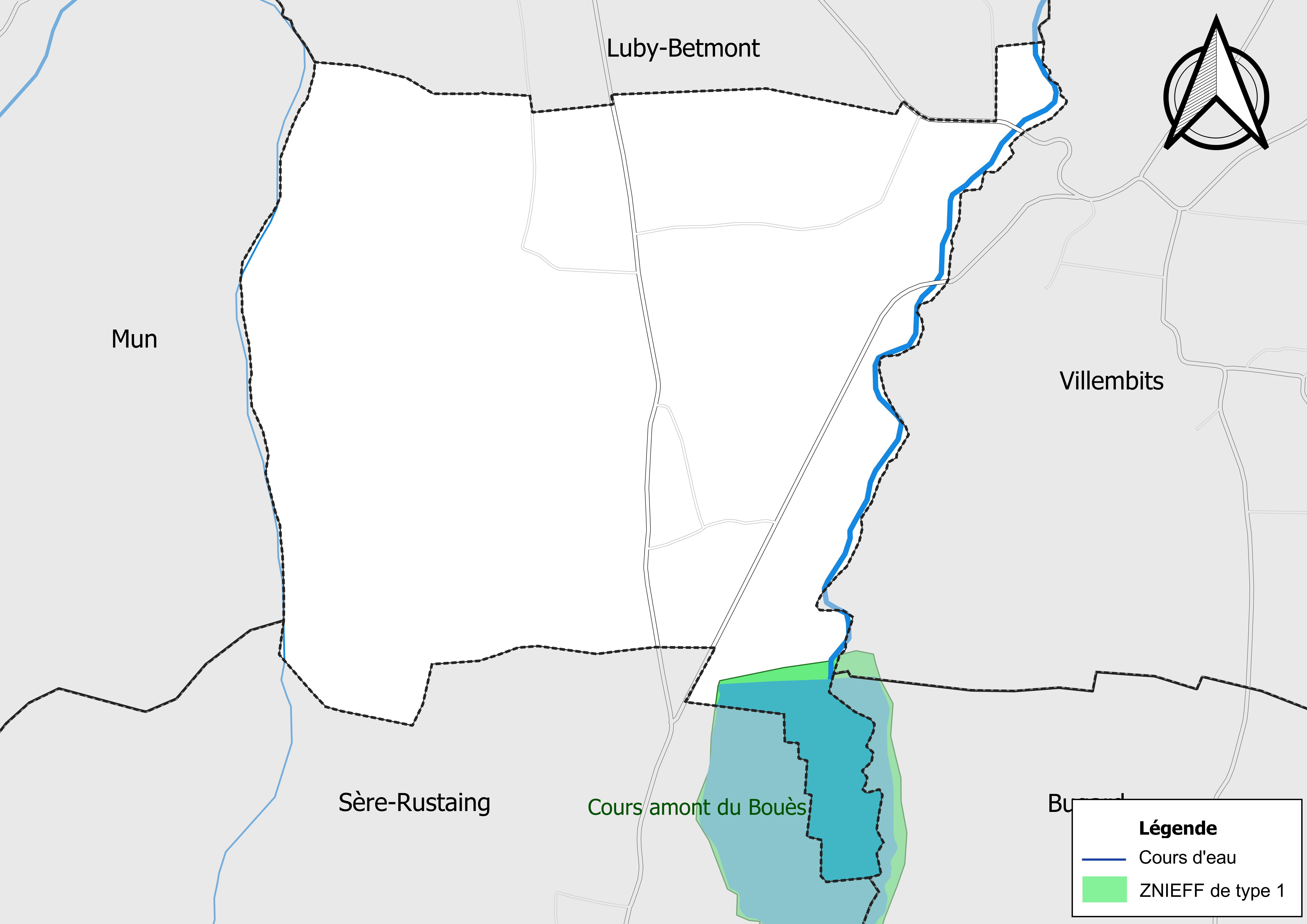
Carte de la ZNIEFF de type 1 sur la commune.
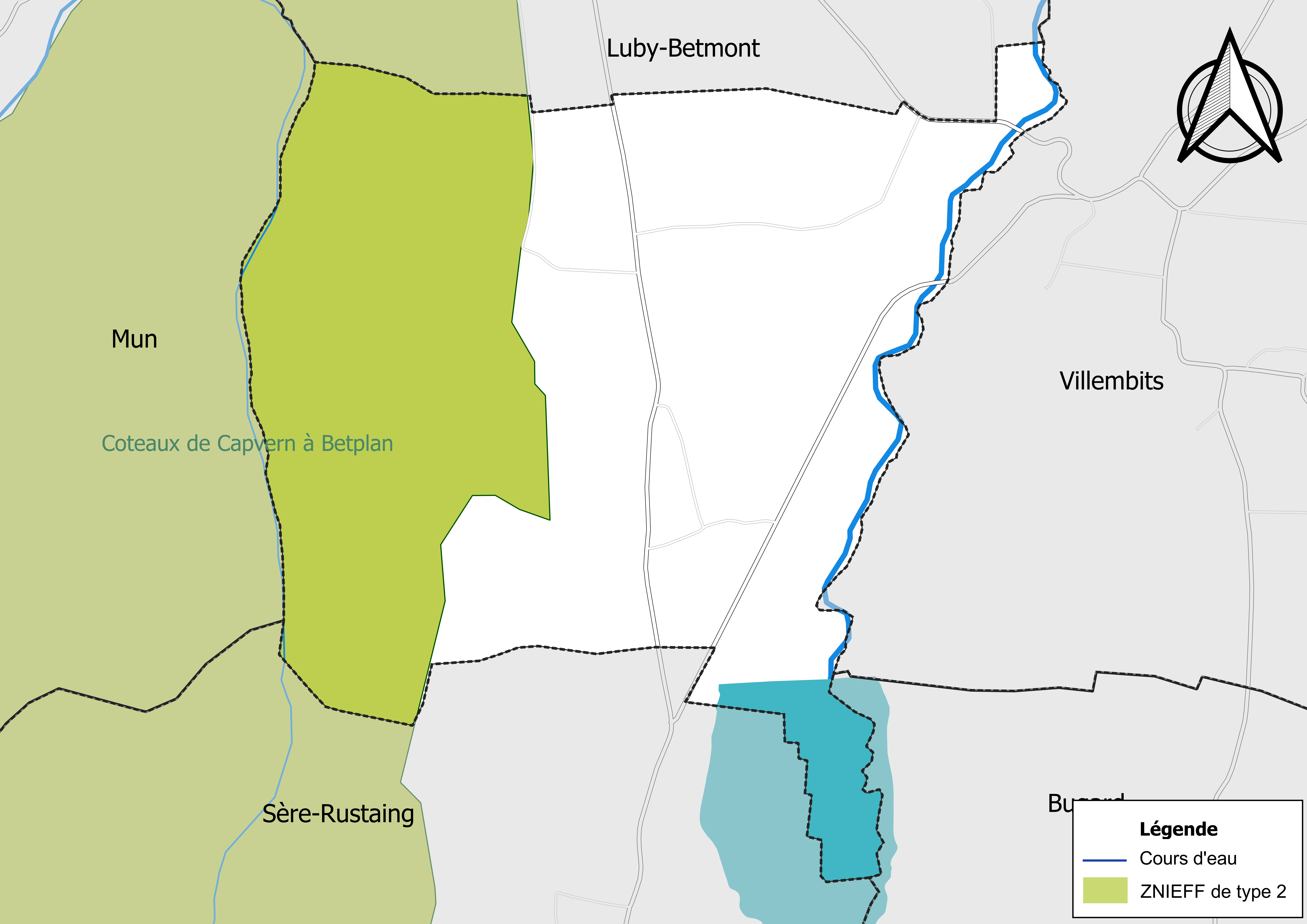
Carte de la ZNIEFF de type 2 sur la commune.

## Urbanisme

### Typologie
Au 1er janvier 2024, Lamarque-Rustaing est catégorisée commune rurale à habitat très dispersé, selon la nouvelle grille communale de densité à sept niveaux définie par l'Insee en 2022.
Elle est située hors unité urbaine et hors attraction des villes,.

### Occupation des sols
L'occupation des sols de la commune, telle qu'elle ressort de la base de données européenne d’occupation biophysique des sols Corine Land Cover (CLC), est marquée par l'importance des territoires agricoles (68 % en 2018), en diminution par rapport à 1990 (71,9 %). La répartition détaillée en 2018 est la suivante : 
terres arables (36,1 %), forêts (27,7 %), zones agricoles hétérogènes (24,4 %), prairies (7,4 %), eaux continentales (4,3 %).
L'IGN met par ailleurs à disposition un outil en ligne permettant de comparer l’évolution dans le temps de l’occupation des sols de la commune (ou de territoires à des échelles différentes). Plusieurs époques sont accessibles sous forme de cartes ou photos aériennes : la carte de Cassini (XVIIIe siècle), la carte d'état-major (1820-1866) et la période actuelle (1950 à aujourd'hui).

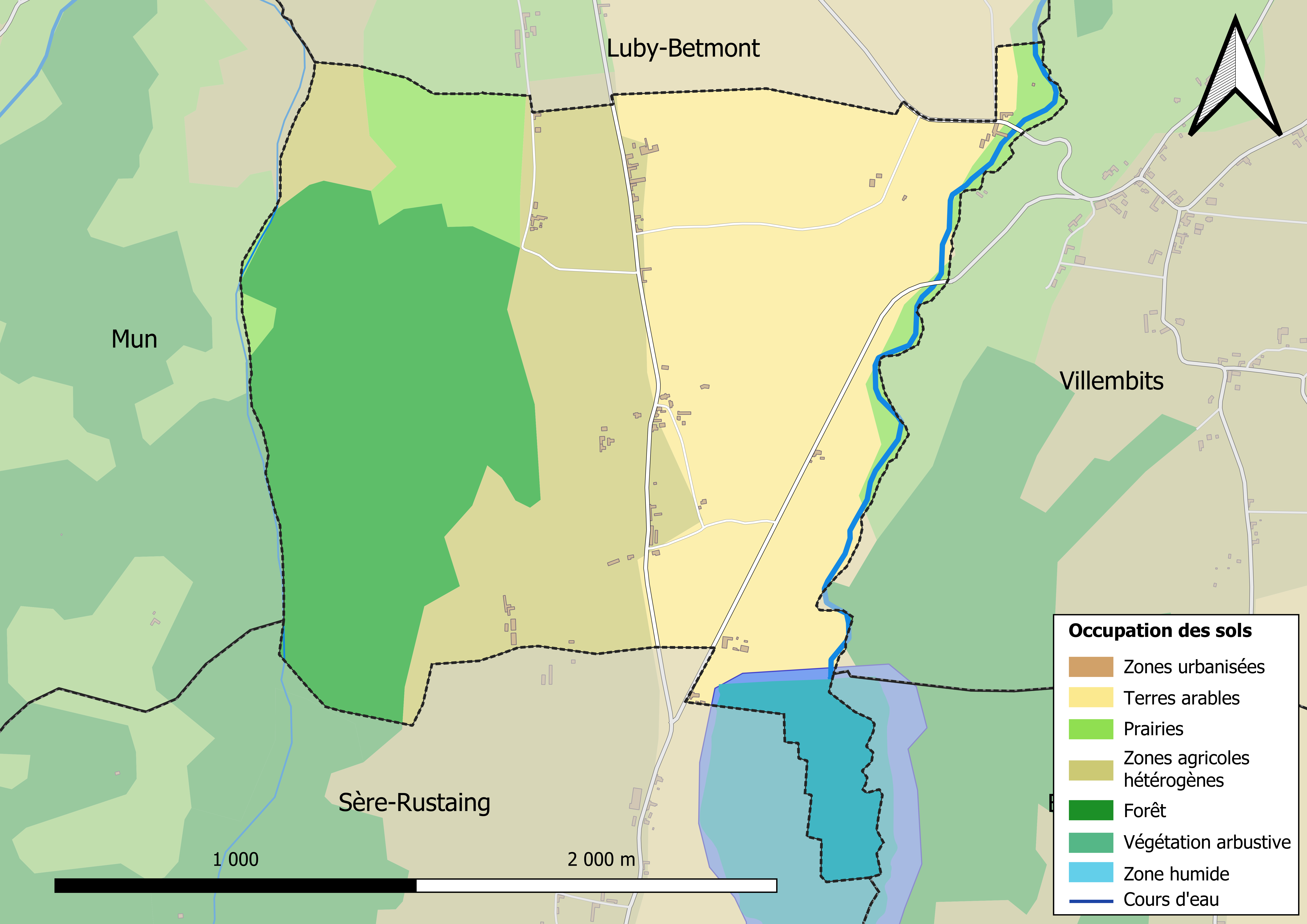
Carte des infrastructures et de l'occupation des sols en 2018 (CLC) de la commune.
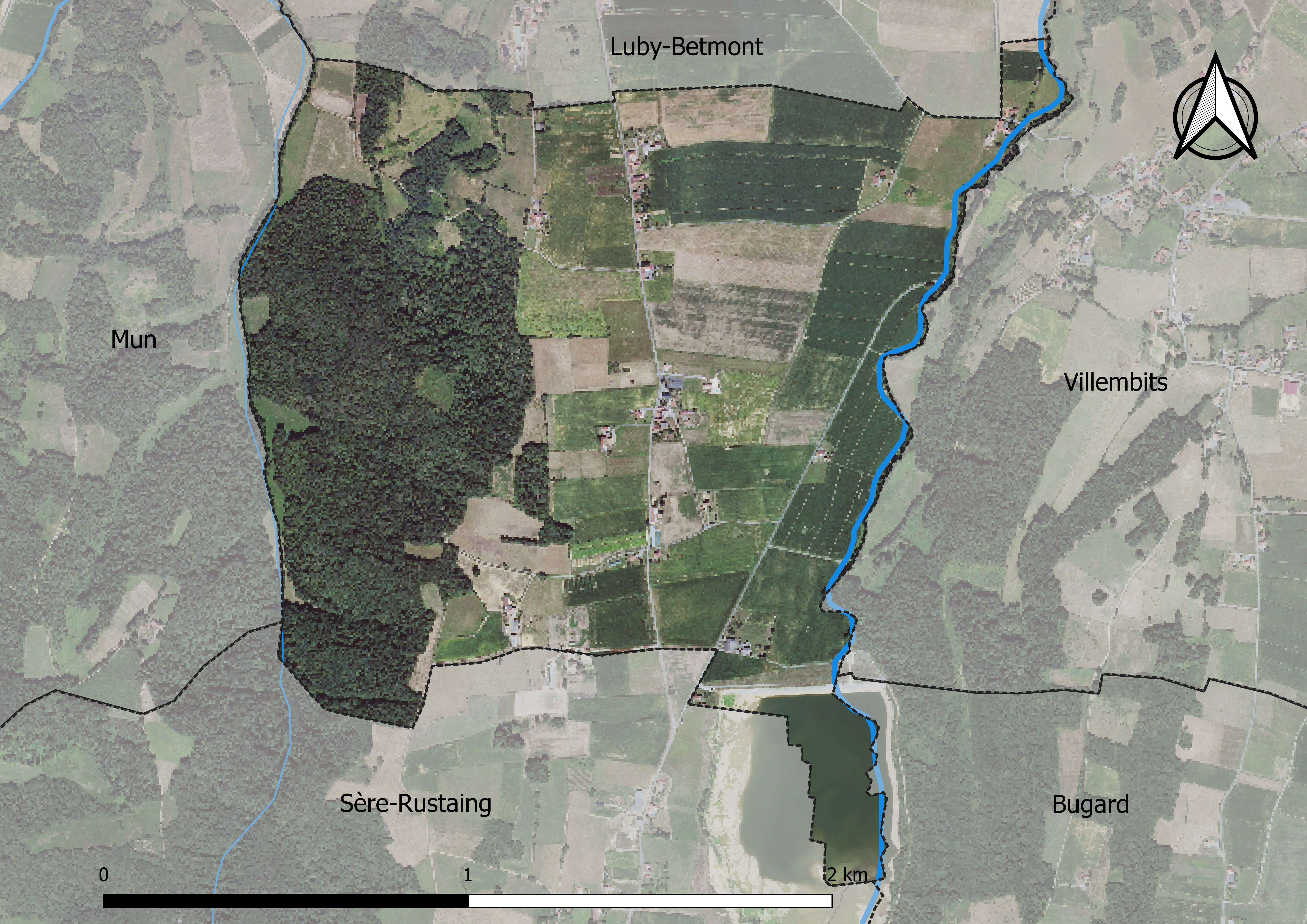
Carte orthophotogrammétrique de la commune.

### Logement
En 2012, le nombre total de logements dans la commune est de 28.

Parmi ces logements, 82,4 % sont des résidences principales, 7,0 % des résidences secondaires et 10,6 % des logements vacants.

### Voies de communication et transports
Cette commune est desservie par les routes départementales D 11 et D 311.

### Risques majeurs
Le territoire de la commune de Lamarque-Rustaing est vulnérable à différents aléas naturels : météorologiques (tempête, orage, neige, grand froid, canicule ou sécheresse), inondations, mouvements de terrains et séisme (sismicité modérée). Un site publié par le BRGM permet d'évaluer simplement et rapidement les risques d'un bien localisé soit par son adresse soit par le numéro de sa parcelle.
Certaines parties du territoire communal sont susceptibles d’être affectées par le risque d’inondation par débordement de cours d'eau, notamment le Bouès. La cartographie des zones inondables en ex-Midi-Pyrénées réalisée dans le cadre du XIe Contrat de plan État-région, visant à informer les citoyens et les décideurs sur le risque d’inondation, est accessible sur le site de la DREAL Occitanie. La commune a été reconnue en état de catastrophe naturelle au titre des dommages causés par les inondations et coulées de boue survenues en 1982, 1999 et 2009,.
Lamarque-Rustaing est exposée au risque de feu de forêt. Un plan départemental de protection des forêts contre les incendies a été approuvé par arrêté préfectoral le 21 avril 2020 pour la période 2020-2029. Le précédent couvrait la période 2007-2017. L’emploi du feu est régi par deux types de réglementations. D’abord le code forestier et l’arrêté préfectoral du 27 octobre 2014, qui réglementent l’emploi du feu à moins de 200 m des espaces naturels combustibles sur l’ensemble du département. Ensuite celle établie dans le cadre de la lutte contre la pollution de l’air, qui interdit le brûlage des déchets verts des particuliers. L’écobuage est quant à lui réglementé dans le cadre de commissions locales d’écobuage (CLE)

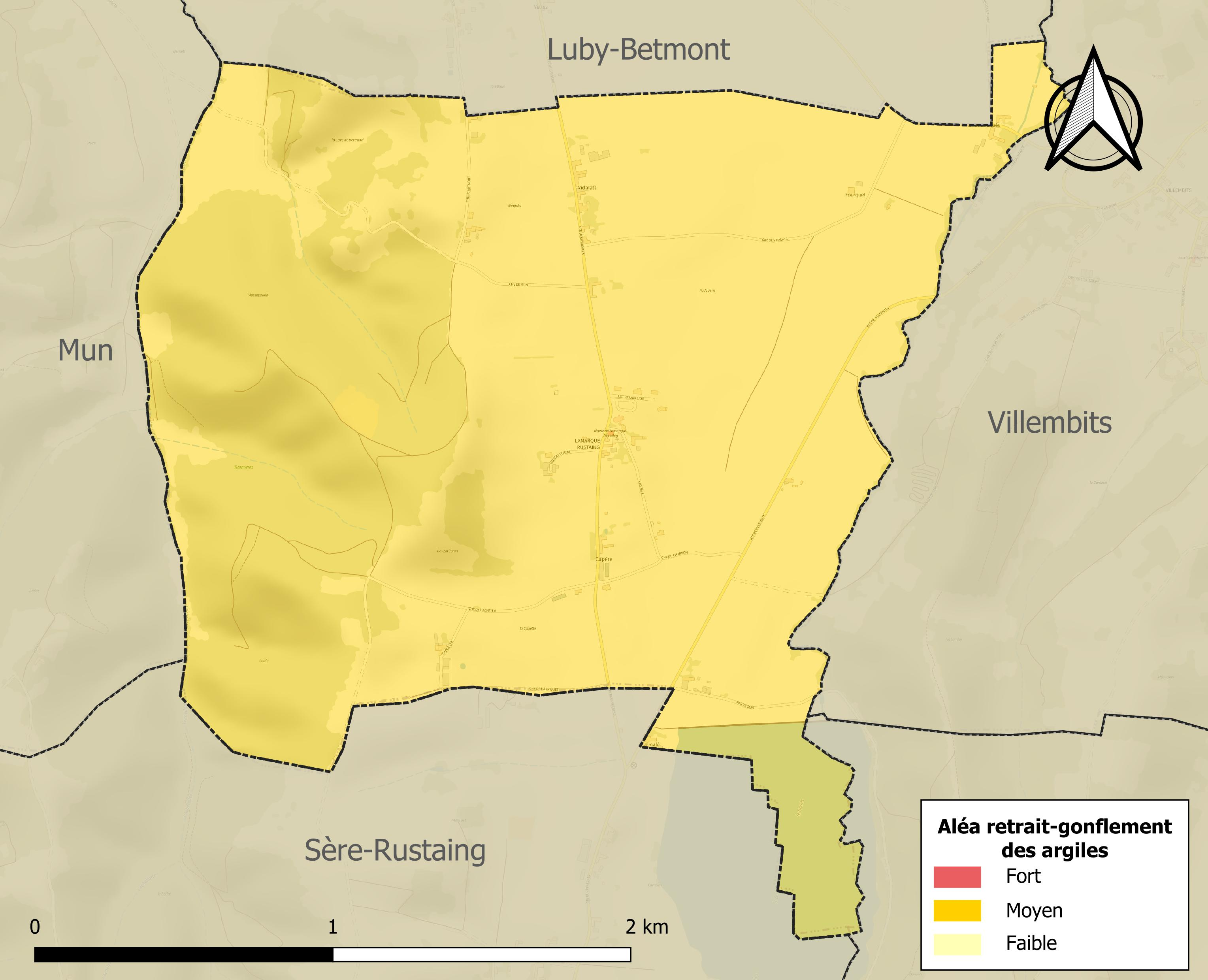
Carte des zones d'aléa retrait-gonflement des sols argileux de Lamarque-Rustaing.

Les mouvements de terrains susceptibles de se produire sur la commune sont des tassements différentiels.
Le retrait-gonflement des sols argileux est susceptible d'engendrer des dommages importants aux bâtiments en cas d’alternance de périodes de sécheresse et de pluie. La totalité de la commune est en aléa moyen ou fort (44,5 % au niveau départemental et 48,5 % au niveau national). Sur les 27 bâtiments dénombrés sur la commune en 2019, 27 sont en aléa moyen ou fort, soit 100 %, à comparer aux 75 % au niveau départemental et 54 % au niveau national. Une cartographie de l'exposition du territoire national au retrait gonflement des sols argileux est disponible sur le site du BRGM,.
Par ailleurs, afin de mieux appréhender le risque d’affaissement de terrain, l'inventaire national des cavités souterraines permet de localiser celles situées sur la commune.
Concernant les mouvements de terrains, la commune a été reconnue en état de catastrophe naturelle au titre des dommages causés par la sécheresse en 1989 et par des mouvements de terrain en 1999.

## Toponymie

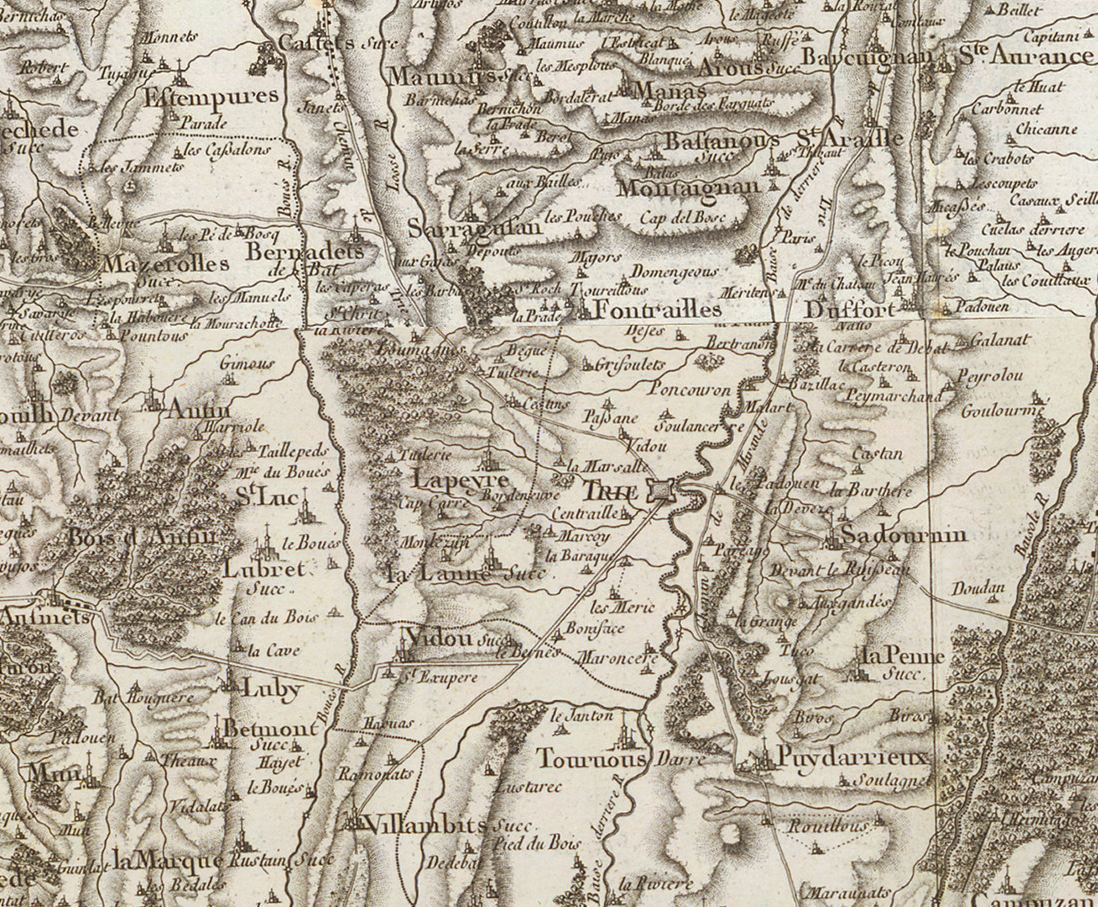
Extrait de la carte de Cassini (entre 1756 et 1789) situant Lamarque-Rustaing au sud-ouest de Trie-sur-Baïse.

On trouvera les principales informations dans le Dictionnaire toponymique des communes des Hautes Pyrénées de Michel Grosclaude et Jean-François Le Nail qui rapporte les dénominations historiques du village :
Dénominations historiques :
- De Marcha, latin (1300, enquête Bigorre) ;
- De Lamarqua, La Marqua, La Marcha, latin et gascon (1313, Debita regi Navarre) ;
- De Marca (1342, pouillé de Tarbes) ;
- La Marque (1429, censier de Bigorre) ;
- Lamarque Roustain (1762, registres paroissiaux) ;
- Lamarque (1790, Département 1 et 2) ;
- Lamarque-R. (1806, Laboulinière) ;
- La Marque Rustain (fin XVIIIe siècle, carte de Cassini).

Étymologie : du gascon marca : hameau situé à la limite.
Nom occitan : La Marca d'Arrostanh.

## Histoire

### Cadastre napoléonien de Lamarque-Rustaing
Le plan cadastral napoléonien de Lamarque-Rustaing est consultable sur le site des archives départementales des Hautes-Pyrénées.

## Politique et administration

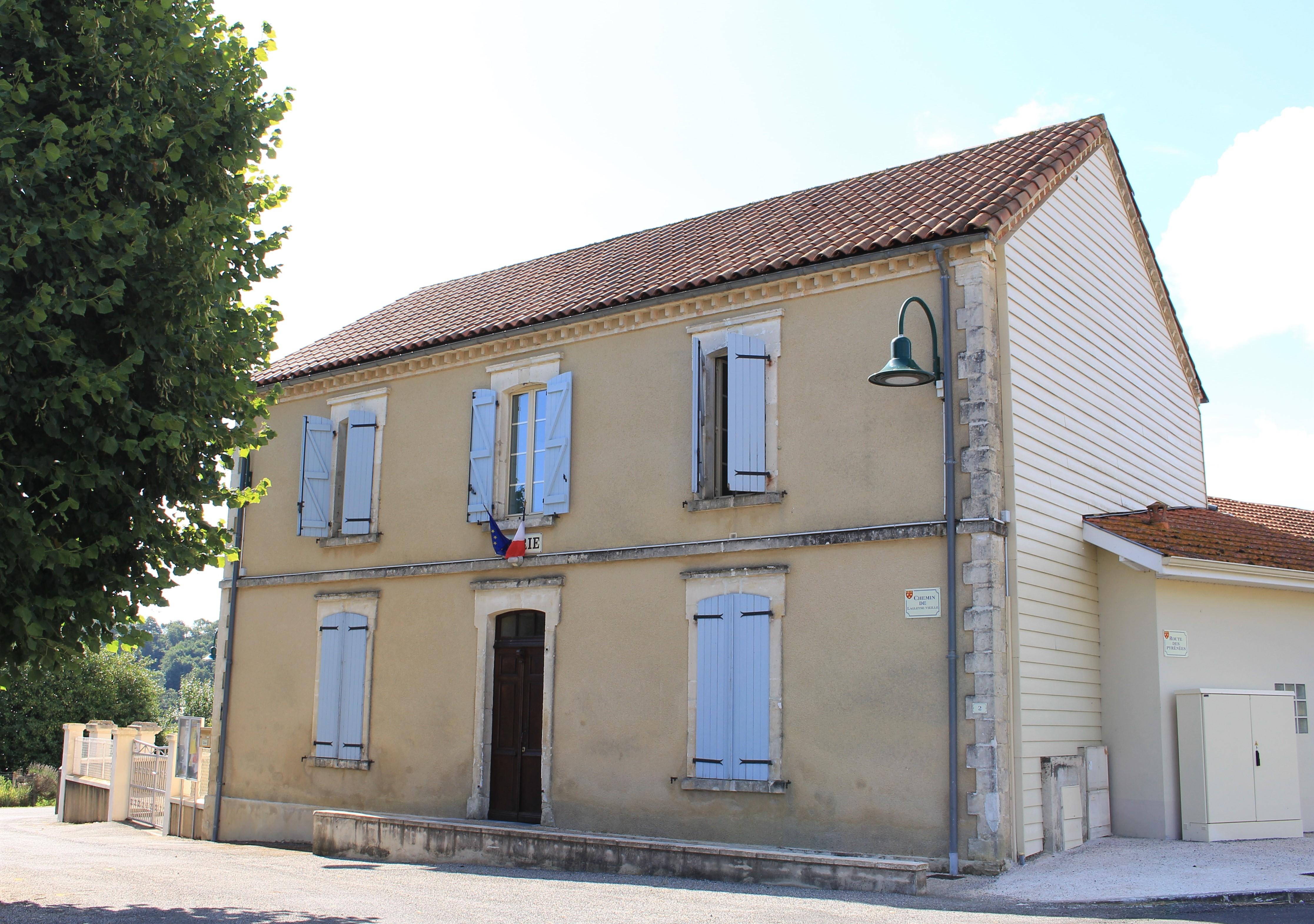
La mairie en 2022.

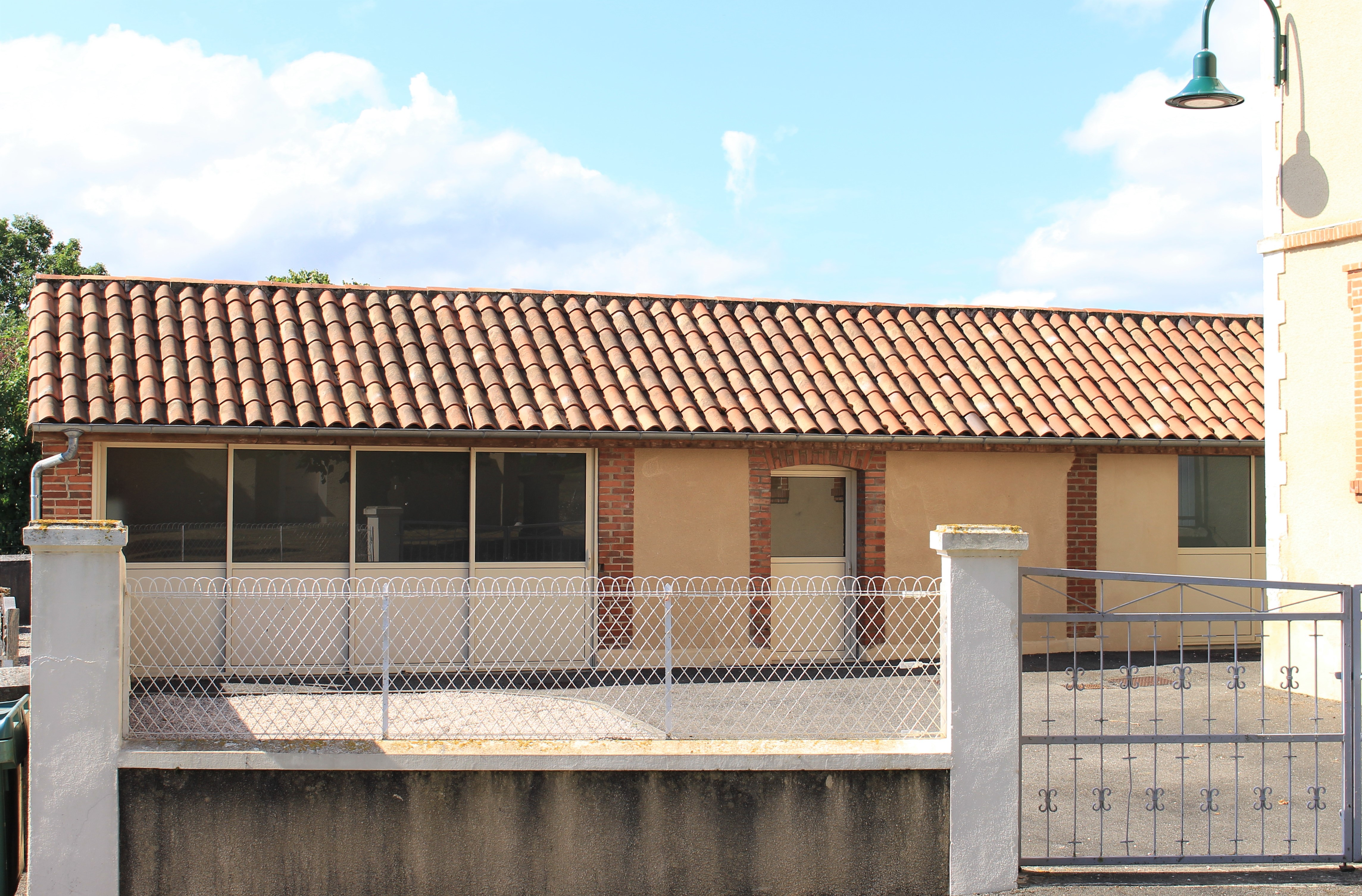
Le foyer rural en 2022.

### Liste des maires
| Période                                  | Période  | Identité         | Étiquette | Qualité |
| ---------------------------------------- | -------- | ---------------- | --------- | ------- |
| Les données manquantes sont à compléter. |          |                  |           |         |
|                                          |          |                  |           |         |
| avant 1995                               | En cours | Christian Duprat |           |         |

### Rattachements administratifs et électoraux

#### Historique administratif
Pays et sénéchaussée de Bigorre, quarteron de Rabastens, canton de Saint-Sever, d'Aubarède (1790), de Trie  (depuis 1801).

#### Intercommunalité
Lamarque-Rustaing appartient à la communauté de communes du Pays de Trie et du Magnoac créée en janvier 2017 et qui réunit 50 communes.

## Population et société

### Démographie

#### Évolution démographique
| 1793 | 1800 | 1806 | 1821 | 1831 | 1836 | 1841 | 1846 | 1851 |
| ---- | ---- | ---- | ---- | ---- | ---- | ---- | ---- | ---- |
| 114  | 118  | 140  | 218  | 207  | 211  | 186  | 203  | 190  |

| 1856 | 1861 | 1866 | 1876 | 1881 | 1886 | 1891 | 1896 | 1901 |
| ---- | ---- | ---- | ---- | ---- | ---- | ---- | ---- | ---- |
| 188  | 165  | 179  | 185  | 167  | 184  | 152  | 154  | 152  |

| 1906 | 1911 | 1921 | 1926 | 1931 | 1936 | 1946 | 1954 | 1962 |
| ---- | ---- | ---- | ---- | ---- | ---- | ---- | ---- | ---- |
| 148  | 133  | 112  | 96   | 85   | 84   | 99   | 94   | 75   |

| 1968 | 1975 | 1982 | 1990 | 1999 | 2006 | 2011 | 2016 | 2021 |
| ---- | ---- | ---- | ---- | ---- | ---- | ---- | ---- | ---- |
| 69   | 65   | 65   | 52   | 53   | 58   | 57   | 54   | 54   |

| 2022 | - | - | - | - | - | - | - | - |
| ---- | - | - | - | - | - | - | - | - |
| 54   | - | - | - | - | - | - | - | - |

### Enseignement
La commune dépend de l'académie de Toulouse. Elle ne dispose plus d'école en 2016.

## Économie

### Emploi
|                | 2008  | 2013  | 2018  |
| -------------- | ----- | ----- | ----- |
| Commune        | 8,1 % | 0 %   | 6,7 % |
| Département    | 7,7 % | 9,4 % | 9,8 % |
| France entière | 8,3 % | 10 %  | 10 %  |

En 2018, la population âgée de 15 à 64 ans s'élève à 28 personnes, parmi lesquelles on compte 76,7 % d'actifs (70 % ayant un emploi et 6,7 % de chômeurs) et 23,3 % d'inactifs,. En  2018, le taux de chômage communal (au sens du recensement) des 15-64 ans est inférieur à celui de la France et département, alors qu'en 2008 il était supérieur à celui du département et inférieur à celui de la France.
La commune est hors attraction des villes,. Elle compte 6 emplois en 2018, contre 6 en 2013 et 6 en 2008. Le nombre d'actifs ayant un emploi résidant dans la commune est de 20, soit un indicateur de concentration d'emploi de 29,7 % et un taux d'activité parmi les 15 ans ou plus de 47,9 %.
Sur ces 20 actifs de 15 ans ou plus ayant un emploi, 3 travaillent dans la commune, soit 14 % des habitants. Pour se rendre au travail, 90,5 % des habitants utilisent un véhicule personnel ou de fonction à quatre roues et 9,5 % n'ont pas besoin de transport (travail au domicile).

## Culture locale et patrimoine

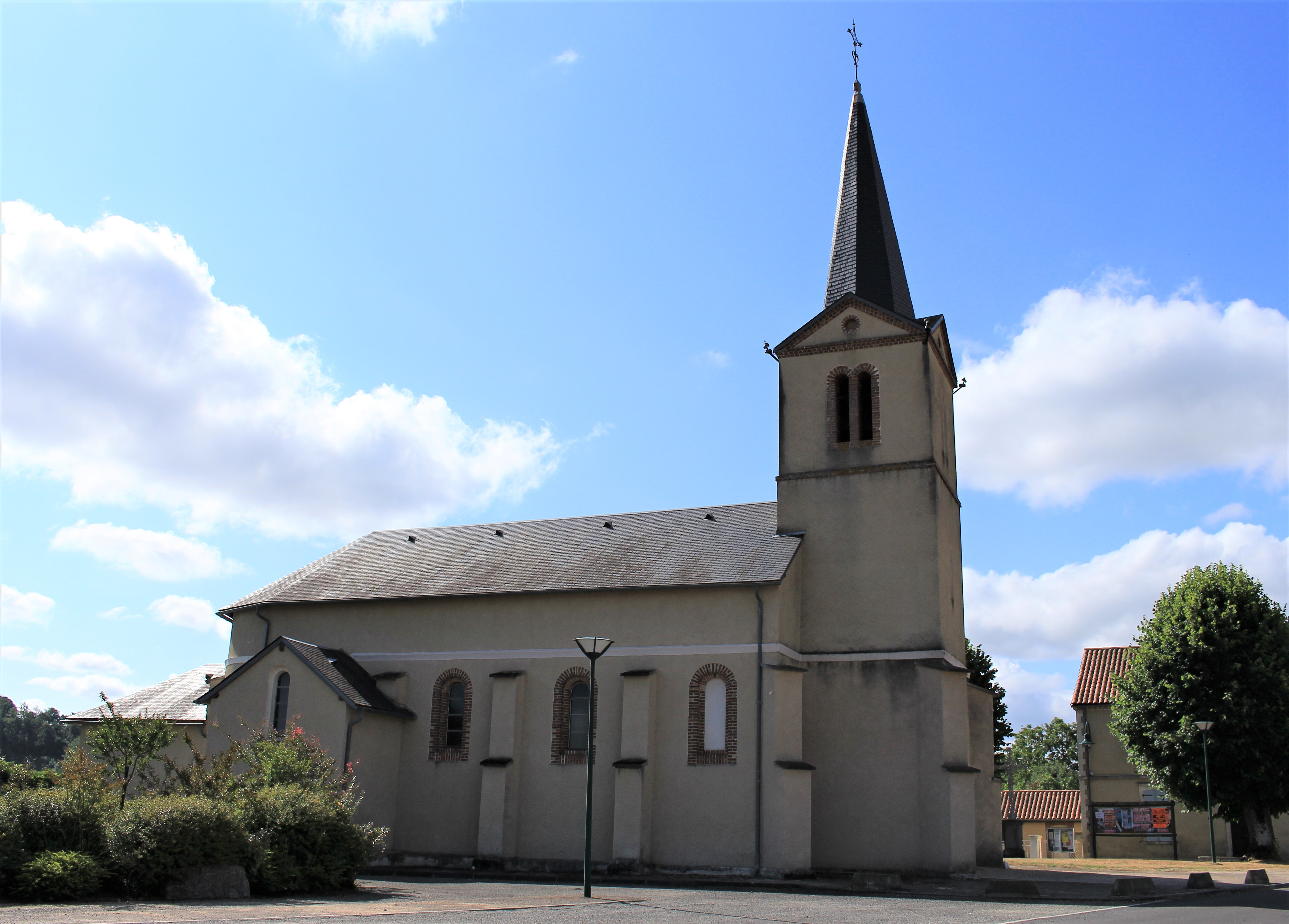
L'église Saint-Pierre.

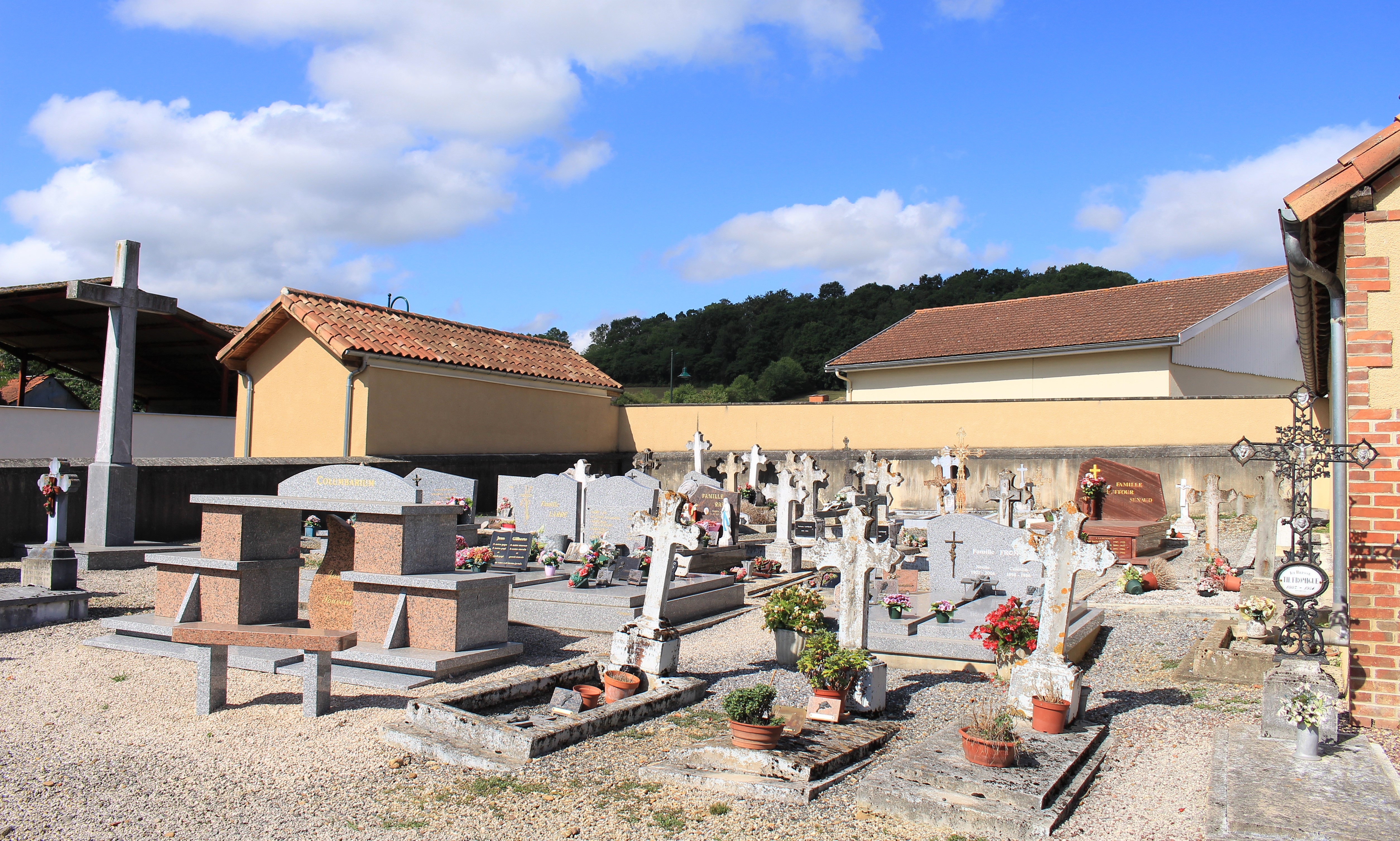
Le cimetière.

### Lieux et monuments
- Église Saint-Pierre de Lamarque-Rustaing.

## Voir aussi

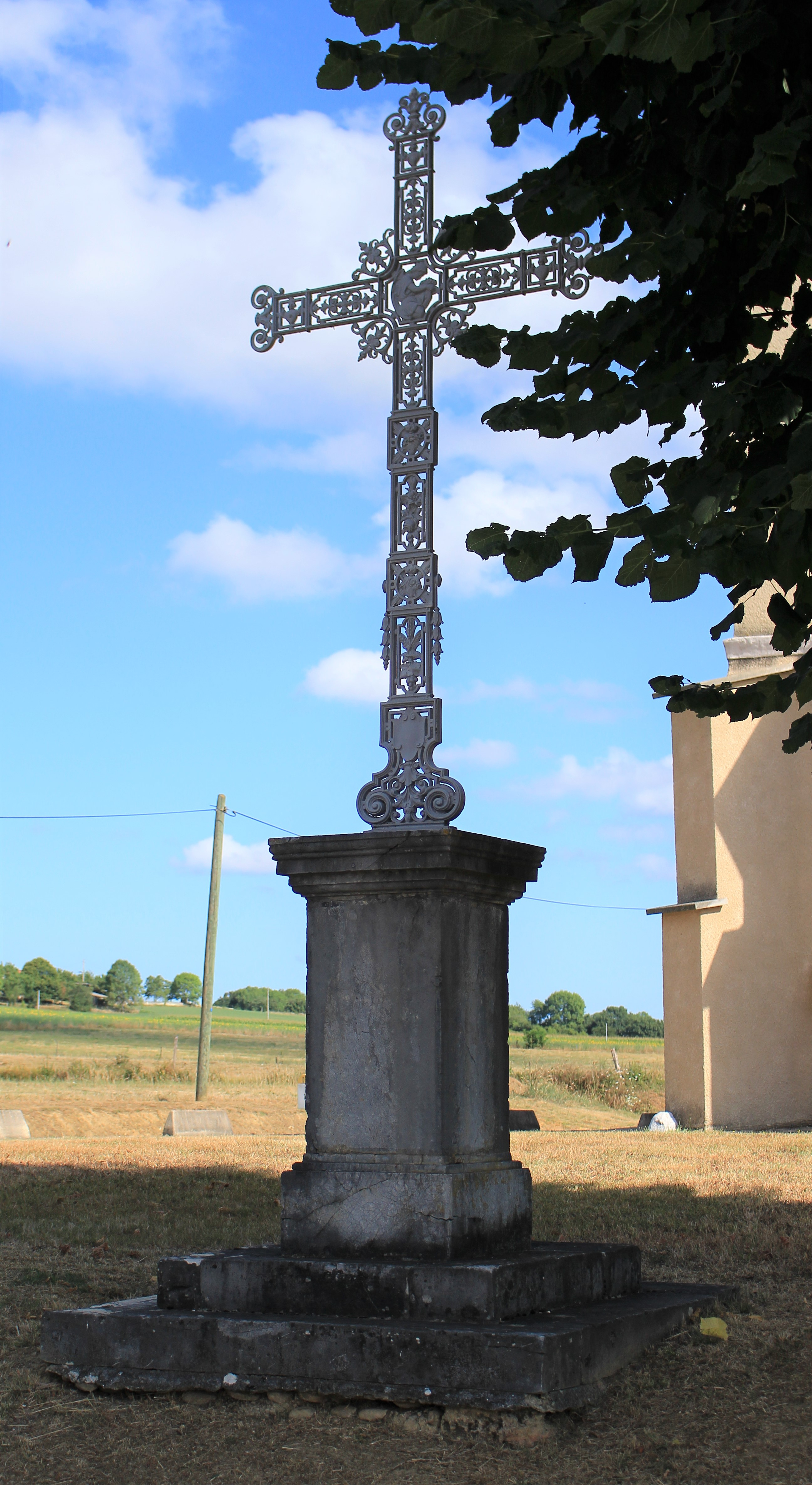
Une croix.

### Héraldique
| Blason | Blasonnement : De gueules aux trois coquilles d'or, au chef aussi de gueules chargé de quatre pals d'or. |